# Citroën Total World Rally Team
A Citroen Total World Rally Team a Citroën francia autógyár rali-csapata.

## Történelem

### 1989
A csapat alapítása.

### 1990-2000
A francia csapat eleinte a Citroen Ax modelljével kísérletezett, de végül a spanyol Citroen két Zx-et szerelt fel az 1995-ös rally-világbajnokságra, ezeket először Jesus Puras vezette a Catalunya rallyn.

### 2001
2001-ben debütált a Citroën Xsara T4 WRC Jesus Puras-nak sikerült megnyernie a Corsica Rallyt. A csapat szintén ekkor vetette be a Citroën Saxo S1600-ast, amivel junior-világbajnokságot nyertek.

### 2002
2002-ben felkérték az eddig JWRC-ben induló Sébastien Loeb-öt, aki a Monte Carlo Rallyn csak büntetés miatt nem tudott győzni, de még ebben az évben a Német Rallyn végre nyerni tudott.

### 2003
Ez volt az első év komoly csapatként. A Monaco Rally-n az első három helyezett autója a Xsara volt 1=Sébastien Loeb 2.=Carlos Sainz 3=Colin Mcrae Loeb-nek a győzelem szintén sikerült még ebben az évben Németországban, San Remo-ban és Törökországban is.

### 2004
Ez volt az az év, amikor Loeb és Sainz uralta a mezőnyt. Sainz győzött Argentínában, Loeb pedig megnyerte a Cyprus Rallyt, a Török Rallyt, a Német Rallyt és az Ausztrál Rallyt, a szezon végén világbajnok lett.

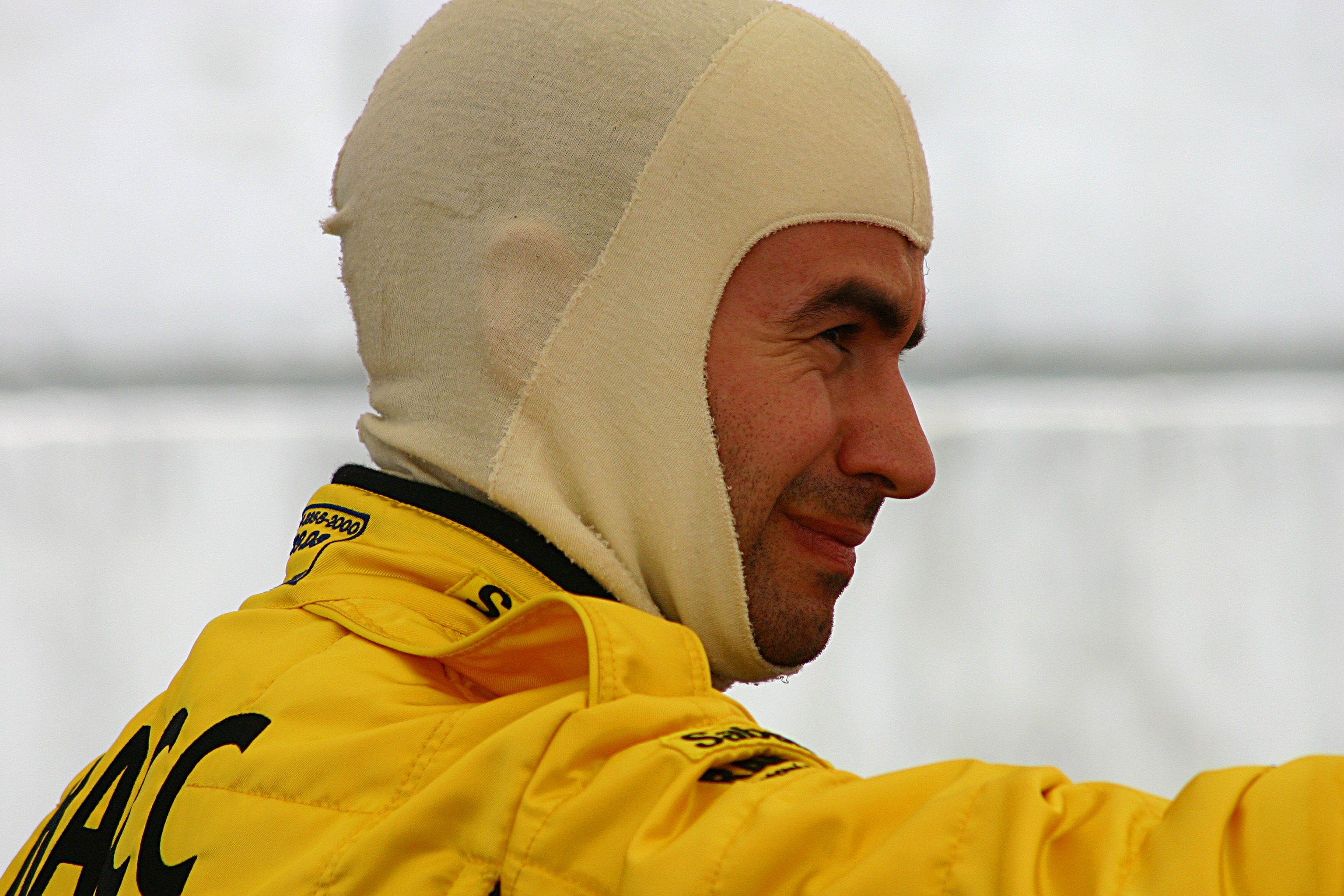
Xavier Pons cipruson

### 2005
Sainz elbúcsúzott a csapattol és François Duval jött a helyére.Loeb ebben az éven megnyerte a Monaco Rrallyt, az Új-Zéland Rallyt, a Sardinia Rallyt, a török, a német, a francia és a Catalunya Rallytrál Rally. Loeb mégvédte világbajnoki címét.

### 2006
A csapat egy évre kiszállt a versenysorozatból, hogy kifejleszthessék a forradalmian új Citroen C4 wrc-t. Erre az évre a Kronos Citroën World Rally Team átvette a csapat két pilótáját Loeb-öt és Pons-ot. Eközben egy másik Citroenes csapatban megjelent egy feltörekvő spanyol fiatal Daniel Sordo. Loeb harmadszor is világbajnok lett még úgy is, hogy az utolsó pár versenyen bicikli-balesete miatt el sem tudott indulni.

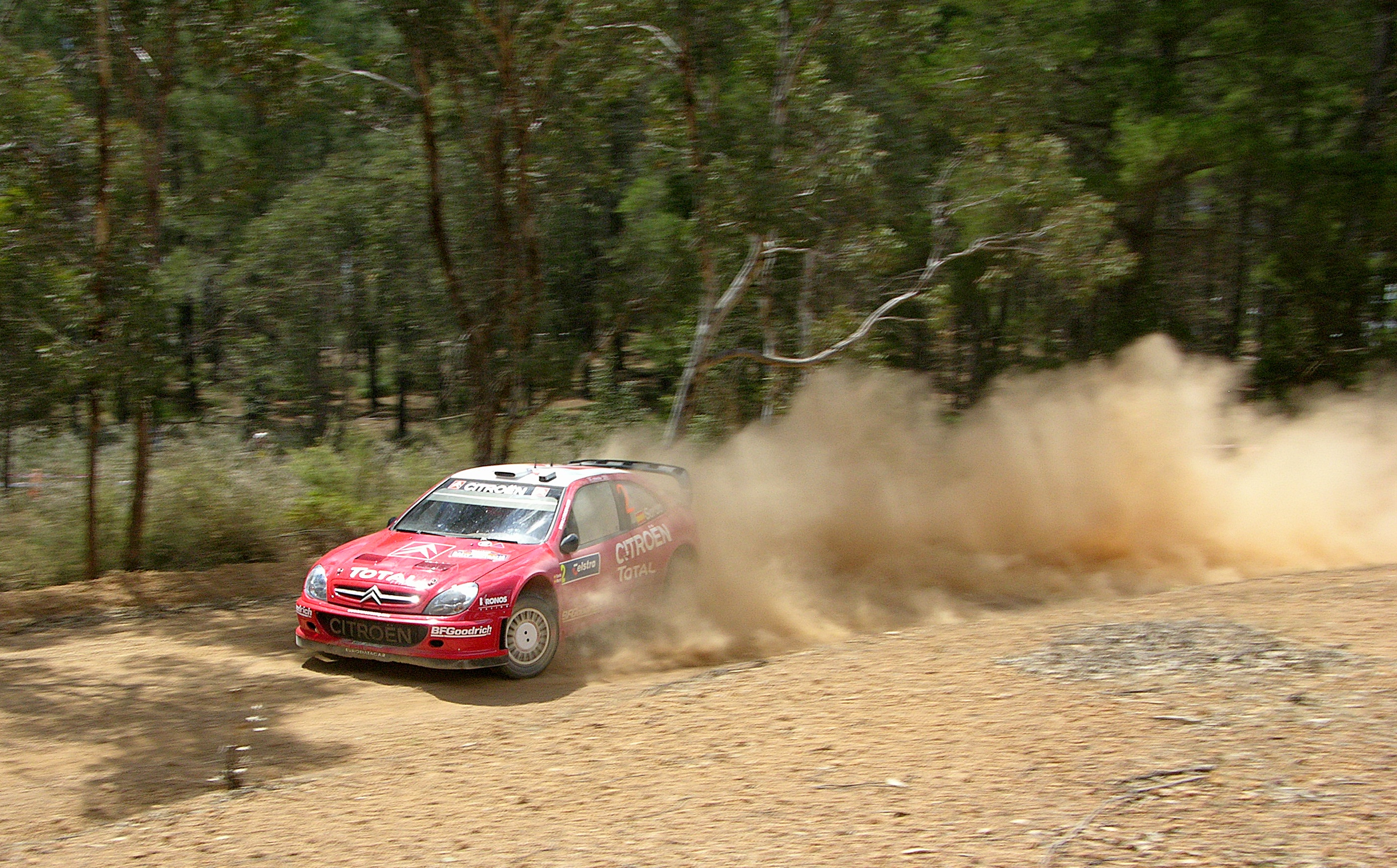
Citroën Xsara WRC a 2006-os ausztrál rallyn

### 2007
Visszatért az eredeti csapat az új C4 wrc-vel, Loeb-bel és Sordo-val. Loeb Marcus Grönholm-val csatázott a szezonban és csak az utolsó versenyen, a Wales Rallyn dőlt el, hogy negyedszer is ő a bajnok. Sordo lett a negyedik.

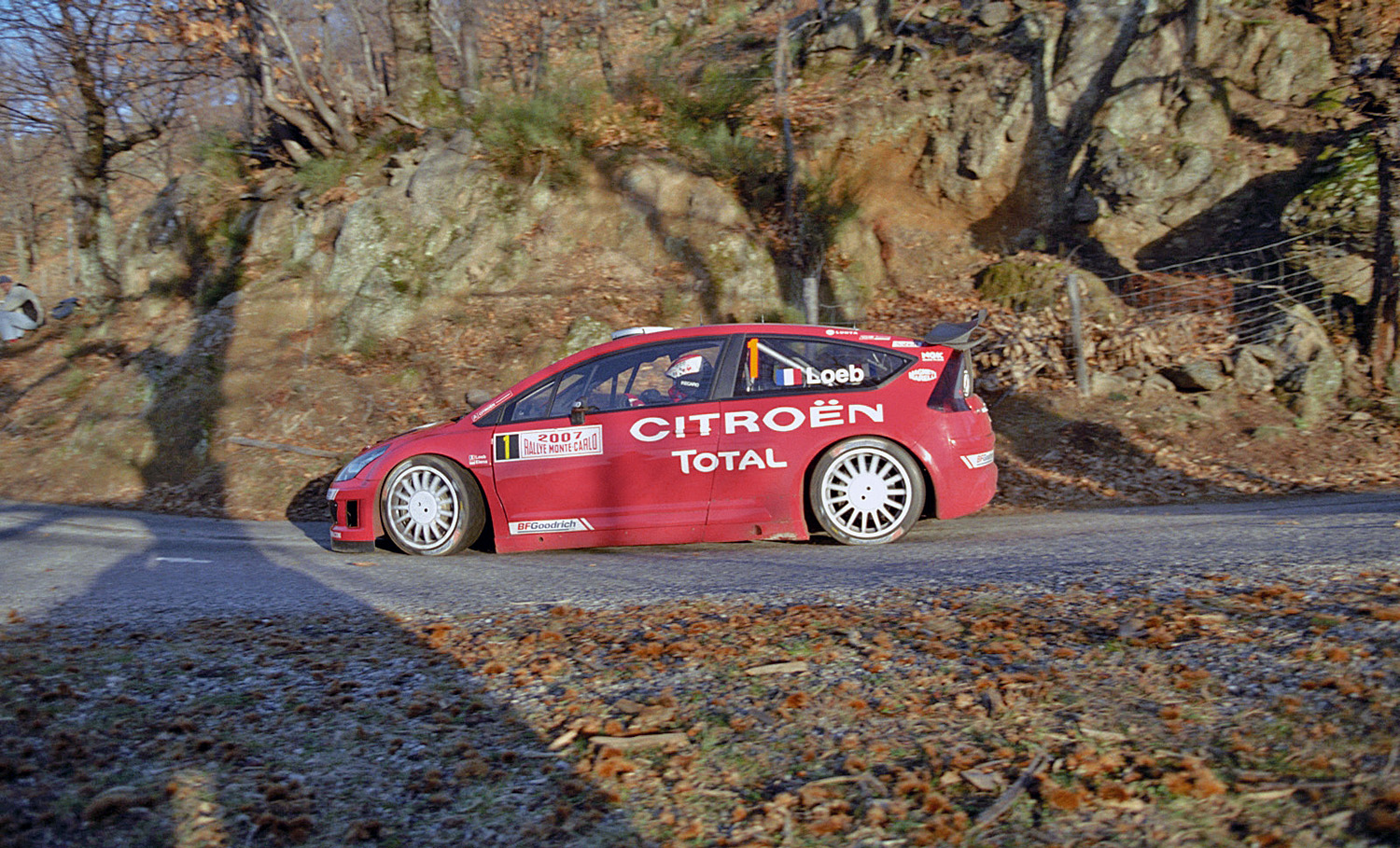
Loeb Monacon

### 2008
Monaco-t ismét Loeb nyerte, míg Sordo kiállni kényszerült motorhiba miatt. Grönholm visszavonulása után Mikko Hirvonen pályázott a helyére, de rá kellett jönnie hogy Loeb-bal szemben tapasztalatlansága miatt még nem veheti fel a versenyt. A Citroen nyerte az egyéni vb-t (Loeb) és a konstruktőrit is, Loeb pedig megdöntötte az addigi rekordot azzal, hogy egymás után ötször lett világbajnok.

## Képgaléria

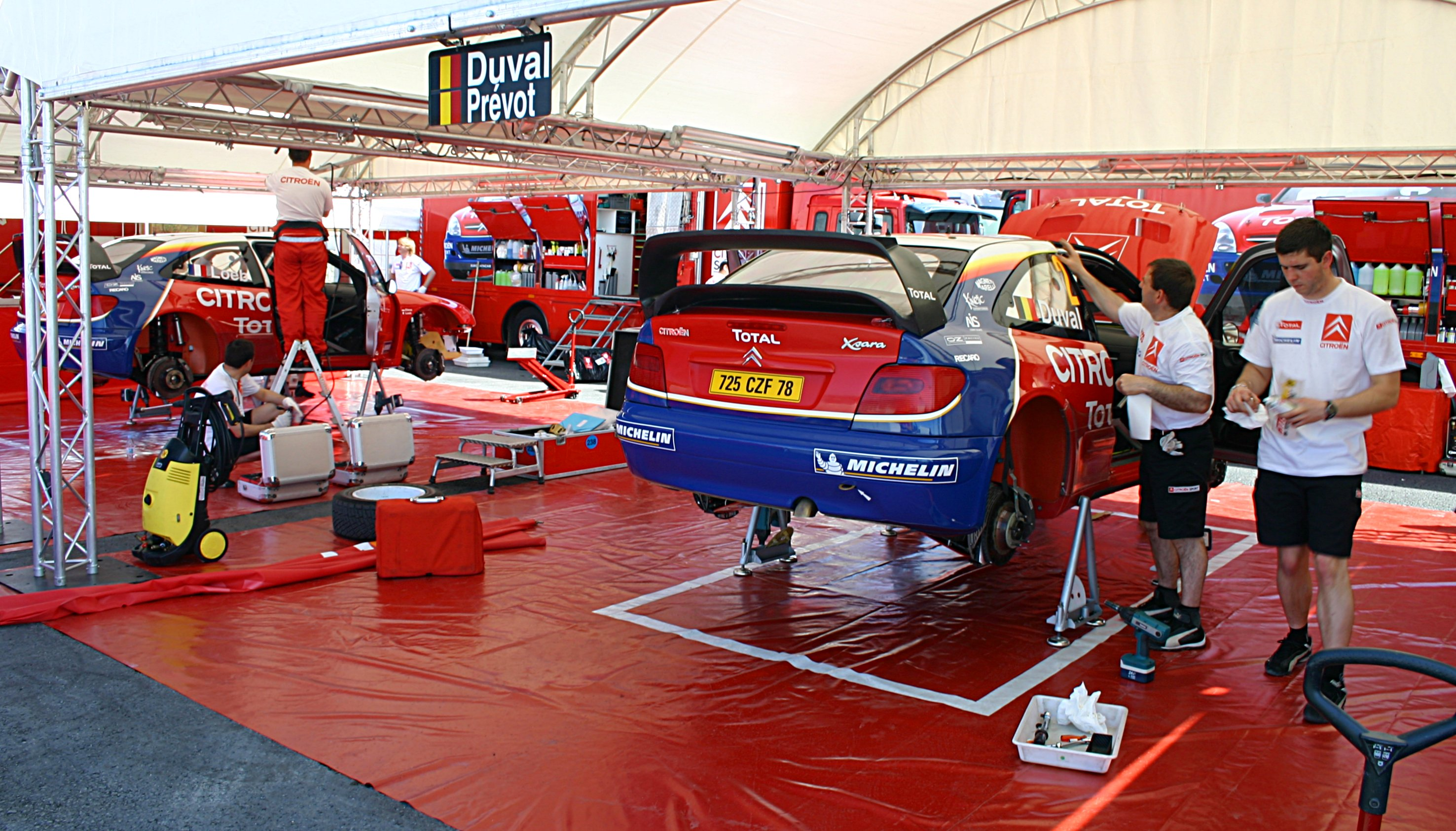
A csapat szervize
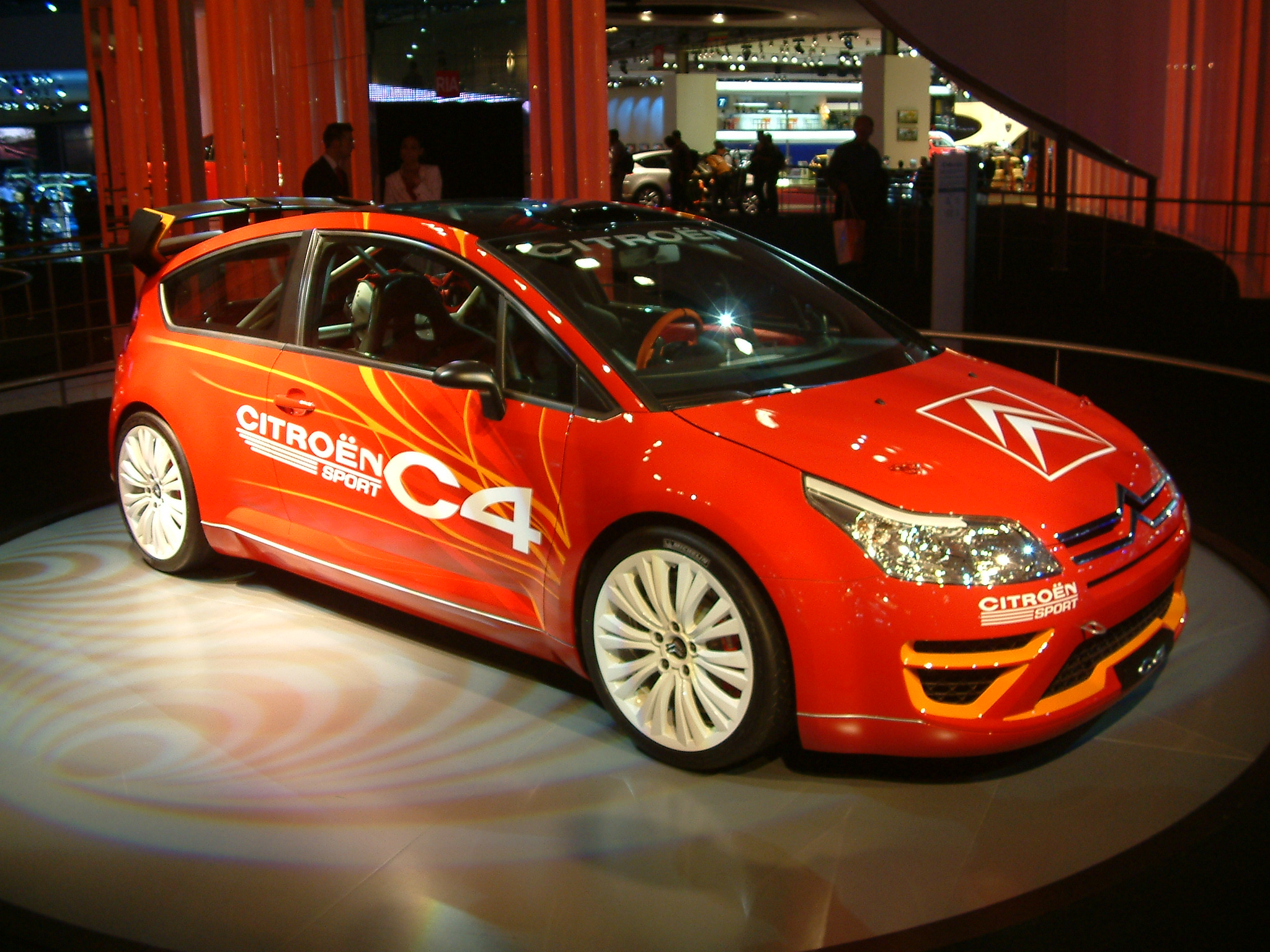
A C4 WRC bemutatója Párizsban
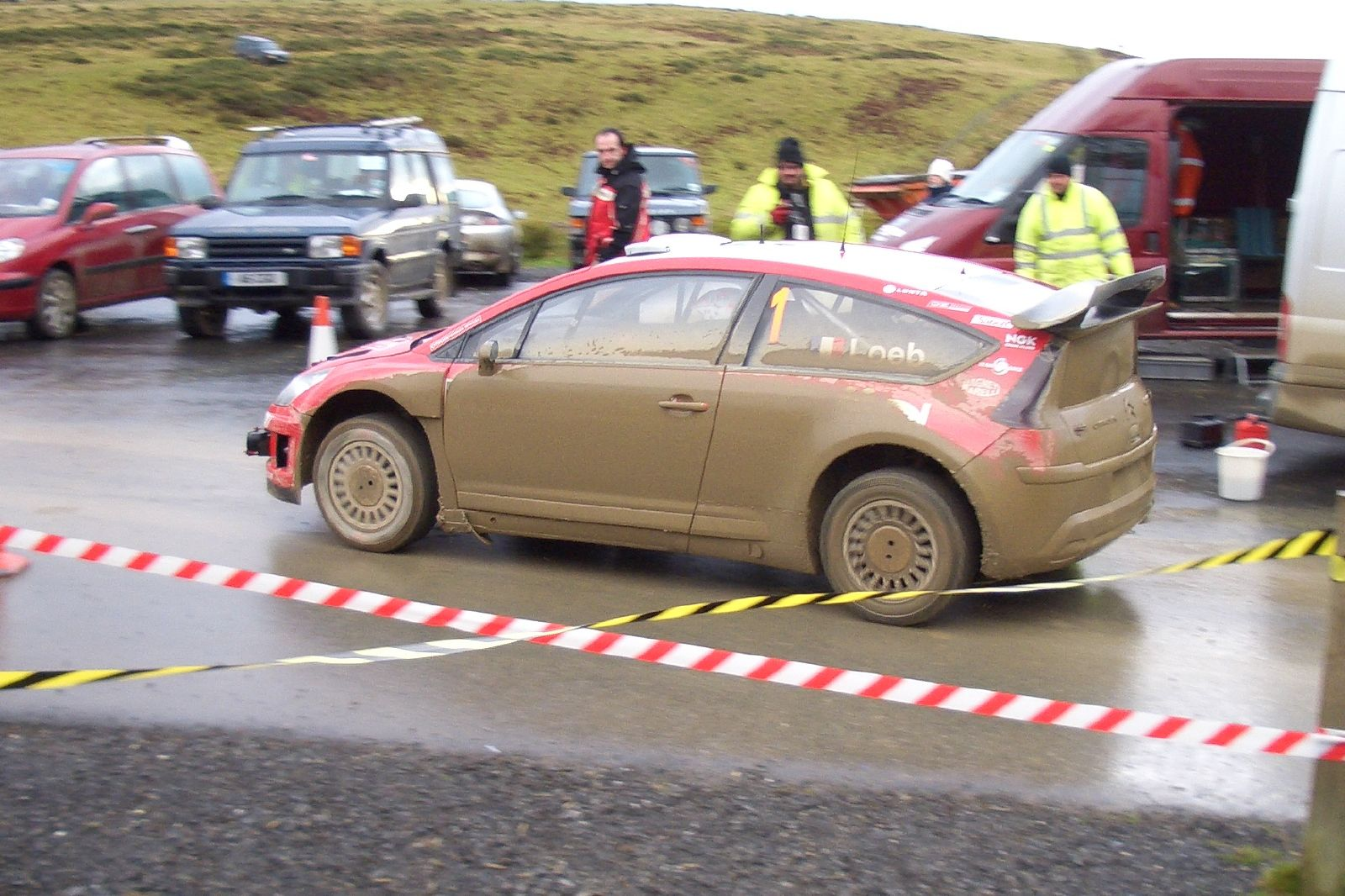
Loeb a 2007-es Wales rally-n
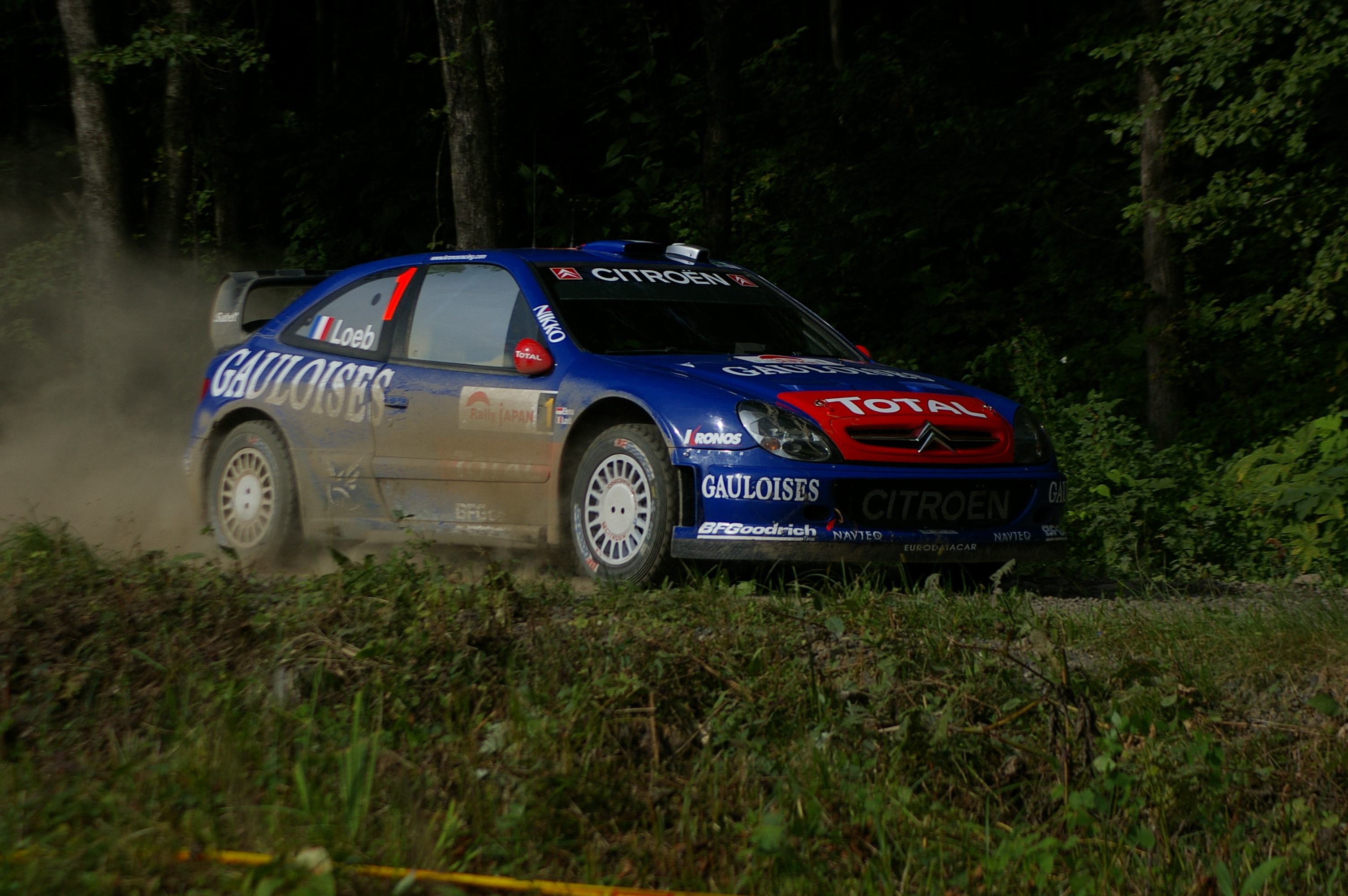
A Kronos csapat 2005-ös Xsara wrc-je 2006-ban
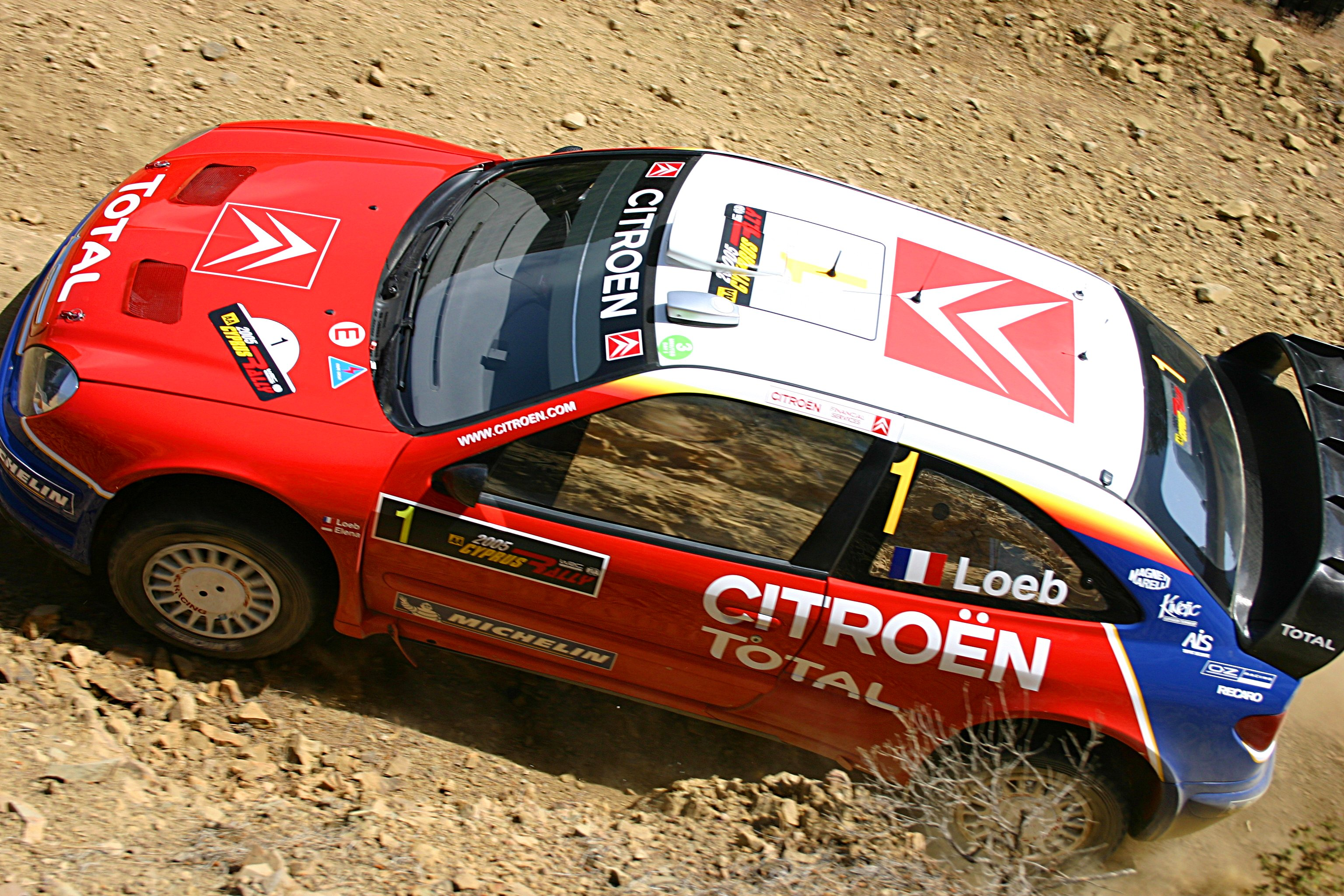
Loeb a 2005-ös Ciprus rallyn
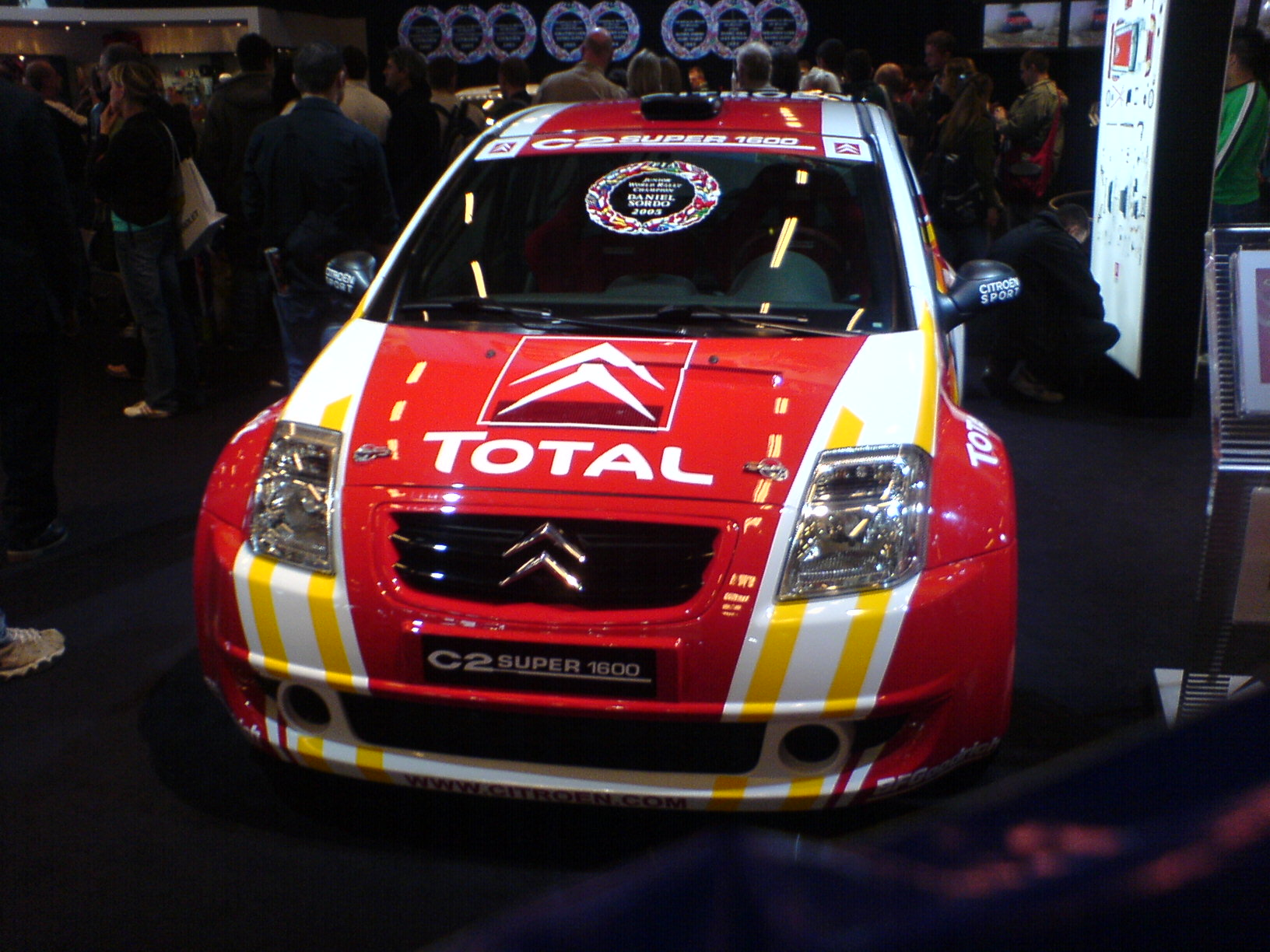
Citroen C2 S1600
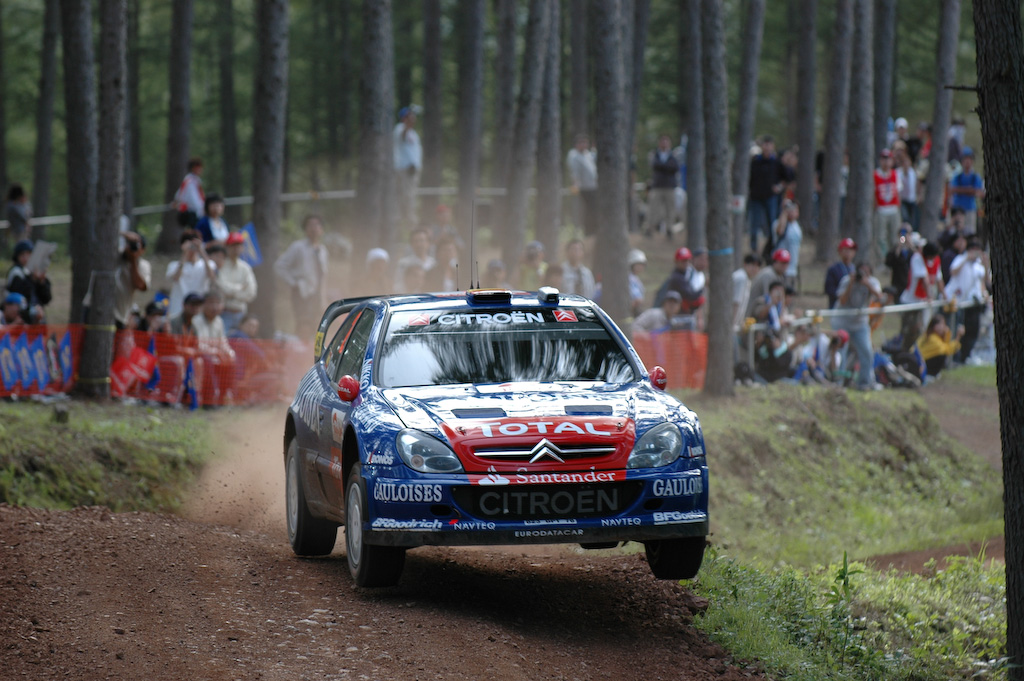
Sordo 2006-ban a japán rallyn
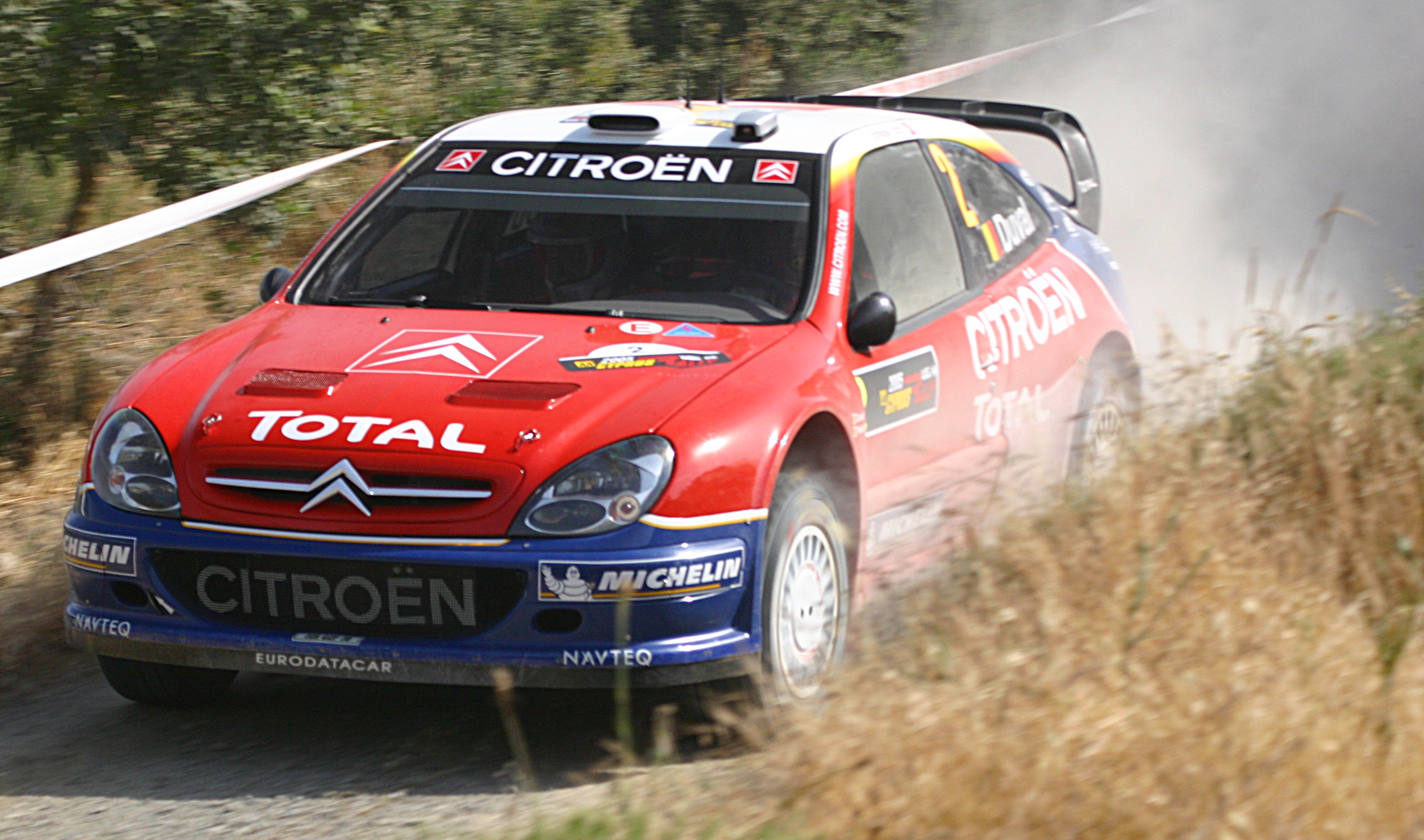
Duval 2005-ben Cipruson